# USS Carp (SS-338)
USS Carp (SS/AGSS/IXSS-338) là một  tàu ngầm lớp Balao từng phục vụ cùng Hải quân Hoa Kỳ trong Chiến tranh Thế giới thứ hai. Nó là chiếc tàu chiến thứ hai của Hải quân Hoa Kỳ được đặt cái tên này, theo tên chung của nhiều loài cá chép. Nó đã hoạt động vào giai đoạn cuối Thế Chiến II, thực hiện được một chuyến tuần tra duy nhất trước khi xung đột chấm dứt, rồi tiếp tục phục vụ trong các cuộc Chiến tranh Triều Tiên và Chiến tranh Lạnh cho đến năm 1971, được xếp lại lớp như một tàu ngầm phụ trợ AGSS-338, rồi như một tàu ngầm tiện ích không phân loại IXSS-338. Con tàu cuối cùng bị bán để tháo dỡ vào năm 1973. Carp được tặng thưởng một Ngôi sao Chiến trận do thành tích phục vụ trong Thế Chiến II, và thêm một Ngôi sao Chiến trận khác trong Chiến tranh Lạnh.

## Thiết kế và chế tạo
Thiết kế của lớp Balao được cải tiến dựa trên  tàu ngầm lớp Gato dẫn trước, là một kiểu tàu ngầm hạm đội có tốc độ trên mặt nước cao, tầm hoạt động xa và vũ khí mạnh để tháp tùng hạm đội chiến trận. Khác biệt chính so với lớp Gato là ở cấu trúc lườn chịu áp lực bên trong dày hơn, và sử dụng thép có độ đàn hồi cao (HTS: High-Tensile Steel), cho phép lặn sâu hơn đến 400 ft (120 m). Con tàu dài 311 ft 9 in (95,02 m) và có trọng lượng choán nước 1.526 tấn Anh (1.550 t) khi nổi và 2.424 tấn Anh (2.463 t) khi lặn. Chúng trang bị động cơ diesel dẫn động máy phát điện để cung cấp điện năng cho bốn động cơ điện, đạt được công suất 5.400 shp (4.000 kW) khi nổi và 2.740 shp (2.040 kW) khi lặn, cho phép đạt tốc độ tối đa 20,25 hải lý trên giờ (37,50 km/h) và 8,75 hải lý trên giờ (16,21 km/h) tương ứng. Tầm xa hoạt động là 11.000 hải lý (20.000 km) khi đi trên mặt nước ở tốc độ 10 hải lý trên giờ (19 km/h) và có thể hoạt động kéo dài đến 75 ngày.
Tương tự như lớp Gato dẫn trước, lớp Balao được trang bị mười ống phóng ngư lôi 21 in (530 mm), gồm sáu ống trước mũi và bốn ống phía phía đuôi tàu, chúng mang theo tối đa 24 quả ngư lôi. Vũ khí trên boong tàu gồm một hải pháo 4 inch/50 caliber, một khẩu pháo phòng không Bofors 40 mm nòng đơn và một khẩu đội Oerlikon 20 mm nòng đôi, kèm theo hai súng máy .50 caliber. Trên tháp chỉ huy, ngoài hai kính tiềm vọng, nó còn trang bị ăn-ten radar SD phòng không và SJ dò tìm mặt biển. Tiện nghi cho thủy thủ đoàn bao gồm điều hòa không khí, thực phẩm trữ lạnh, máy lọc nước, máy giặt và giường ngủ cho hầu hết mọi người, giúp họ chịu đựng cái nóng nhiệt đới tại Thái Bình Dương cùng những chuyến tuần tra kéo dài đến hai tháng rưỡi.
Carp được đặt lườn tại xưởng tàu của hãng Electric Boat Company ở Groton, Connecticut vào ngày 23 tháng 12, 1943. Nó được hạ thủy vào ngày 12 tháng 11, 1944, được đỡ đầu bởi bà W. E. Hess, và được cho nhập biên chế cùng Hải quân Hoa Kỳ vào ngày 28 tháng 2, 1945 dưới quyền chỉ huy của Hạm trưởng, Thiếu tá Hải quân James Lightfoot Hunnicutt, Jr.

## Lịch sử hoạt động

### Thế Chiến II
Rời Căn cứ Tàu ngầm Hải quân New London vào ngày 14 tháng 4, 1945, Carp thực hành huấn luyện tại Balboa, Panama trước khi đi đến Trân Châu Cảng vào ngày 21 tháng 5. Trong chuyến tuần tra duy nhất trong chiến tranh từ ngày 8 tháng 6 đến ngày 7 tháng 8, nó hoạt động ngoài khơi bờ biển đảo Honshū, phá hủy các tàu thuyền nhỏ và làm nhiệm vụ tìm kiếm và giải cứu hỗ trợ cho hoạt động không kích của các tàu sân bay thuộc Đệ Tam hạm đội. Nó đang được tái trang bị tại đảo san hô Midway khi Nhật Bản chấp nhận đầu hàng vào ngày 15 tháng 8 giúp chấm dứt vĩnh viễn cuộc xung đột. Chiếc tàu ngầm quay trở về Seattle vào ngày 22 tháng 9.

### 1946 - 1967
Đặt căn cứ tại San Diego và đảm nhiệm vai trò soái hạm của Đội tàu ngầm 71, Carp hoạt động dọc theo vùng bờ Tây và thỉnh thoảng có những chuyến đi huấn luyện đến Trân Châu Cảng. Từ ngày 13 tháng 2 đến ngày 15 tháng 6, 1947, nó thực hiện chuyến tuần tra mô phỏng đến Viễn Đông, rồi trong các năm 1948 và 1949, nó tiến hành hai chuyến đi thám hiểm lên vùng biển cực Bắc, vốn trở thành một khu vực hoạt động chiến lược quan trọng của tàu ngầm.
Được nâng cấp trong khuôn khổ Chương trình Công suất đẩy dưới nước lớn hơn (GUPPY) vào tháng 2, 1952, Carp được cải thiện đang kể về tốc độ lặn dưới nước và tầm xa hoạt động. Trong chuyến đi sang Viễn Đông từ ngày 22 tháng 9, 1952 đến tháng 4, 1953, nó đã hỗ trợ cho hoạt động của lực lượng Liên Hiệp Quốc trong cuộc Chiến tranh Triều Tiên. Đi đến cảng nhà mới là Trân Châu Cảng vào ngày 15 tháng 3, 1954, nó tiếp tục hoạt động tích cực cùng hạm đội cho đến tháng 7, 1959, cũng như có những chuyến đi sang Viễn Đông bao gồm một chuyến viếng thăm thiện chí đến Australia, tham gia cuộc tập trận trong khuôn khổ Khối SEATO và hoạt động tại vùng biển Alaska.
Được lệnh điều động sang phục vụ cùng Hạm đội Đại Tây Dương vào ngày 1 tháng 8, 1959, Carp rời Trân Châu Cảng và đi đến Căn cứ Hải quân Norfolk tại Norfolk, Virginia vào ngày 28 tháng 8. Nó hoạt động huấn luyện và bảo trì thường lệ dọc theo vùng bờ Đông và tại vùng biển Caribe cho đến năm 1967.

### 1967 - 1971
Vào ngày 1 tháng 5, 1968, Carp được xếp lại lớp như một tàu ngầm phụ trợ AGSS-338; rồi đến ngày 30 tháng 6, 1971 lại được xếp như một tàu ngầm tiện ích không phân loại IXSS-338. Vào khoảng năm 1971, nó neo đậu tại Xưởng hải quân Boston để sử dụng cho việc huấn luyện. Con tàu được cho xuất biên chế đồng thời rút tên khỏi danh sách Đăng bạ Hải quân vào ngày 20 tháng 12, 1971. Cuối cùng con tàu được bán cho hãng Tug Leasing Co. tại New London, Connecticut vào ngày 26 tháng 7, 1973 để tháo dỡ.
Tháp chỉ huy của Carp được bảo tồn và trưng bày tại Seawolf Park trên đảo Pelican về phía Bắc Galveston, Texas.

## Phần thưởng
Carp được tặng thưởng một Ngôi sao Chiến trận do thành tích phục vụ trong Thế Chiến II, và thêm một Ngôi sao Chiến trận khác trong Chiến tranh Lạnh.
|             |  |  |
| Bronze star |  |  |
| Bronze star |  |  |
|             |  |  |

| Dãi băng Hoạt động Tác chiến                                            | Dãi băng Hoạt động Tác chiến                  | Huân chương Chiến dịch Hoa Kỳ                 | Huân chương Chiến dịch Hoa Kỳ                         |
| Huân chương Chiến dịch Châu Á-Thái Bình Dương với 1 Ngôi sao Chiến trận | Huân chương Chiến thắng Thế Chiến II          | Huân chương Chiến thắng Thế Chiến II          | Huân chương Phục vụ Chiếm đóng Hải quân               |
| Huân chương Phục vụ Phòng vệ Quốc gia với 1 Ngôi sao Chiến trận         | Huân chương Phục vụ Trung Hoa                 | Huân chương Phục vụ Trung Hoa                 | Huân chương Phục vụ Triều Tiên                        |
| Đơn vị Tuyên dương Tổng thống (Hàn Quốc)                                | Huân chương Liên Hiệp Quốc Phục vụ Triều Tiên | Huân chương Liên Hiệp Quốc Phục vụ Triều Tiên | Huân chương Phục vụ Chiến tranh Triều Tiên (Hàn Quốc) |